# Агишбатойское сельское поселение
Агишбатойское се́льское поселе́ние — муниципальное образование в Веденском районе Чечни Российской Федерации.
Административный центр — село Агишбатой.

## История
Статус и границы сельского поселения установлены Законом Чеченской Республики от 20 февраля 2009 года № 14-РЗ «Об образовании муниципального образования Веденский район и муниципальных образований, входящих в его состав, установлении их границ и наделении их соответствующим статусом муниципального района и сельского поселения».

## Население
| 2010 | 2012 | 2013 | 2014 | 2015 | 2016 | 2017 |
| ---- | ---- | ---- | ---- | ---- | ---- | ---- |
| 686  | ↗697 | ↗700 | ↗707 | ↘703 | ↗725 | ↗754 |
| 2018 | 2019 | 2020 | 2021 | 2023 | 2024 |      |
| ↗774 | ↗790 | ↗800 | ↗911 | ↗924 | ↗949 |      |

## Состав сельского поселения
| № | Населённый пункт | Тип населённого пункта       | Население |
| - | ---------------- | ---------------------------- | --------- |
| 1 | Агишбатой        | село, административный центр | ↗949      |